# Амур
Амур (рус. Аму́р, монг. Хара-Мурэн - „Црна река“, кин: 黑龙江, Hēilóng Jiāng, манџ. Sahaliyan Ula) – је река у источној Азији. Слив реке Амур простире се на територији Русије, Монголије и Кине. Површина басена износи око 1.855.000 km². Амур настаје спајањем реке Шилка и реке Аргун. Улива се у Охотско море. Дужина Амура износи 2.824 km. A од извора реке Аргун 4.444 km. По површини басена Амур се налази на четвртом месту у Русији (после Јенисеја, Оба и Лене)
У горњем току (до Благовјешченска) Амур је планинска река. Део до Хабаровска се сматра средишњим током реке. Tамо река тече доста спорије. Oбале су понекад Mочварне. Хабаровска река тече споро кроз Доњеамурску низију (Нижнеамурская низменность). На обалама реке налази се неколико већих језера као што су Болоњ, Удиљ и Орељ. Главне притоке су: Аргун, Зеја, Усури, Буреја, Сунгари, Амгун, Анјуј и Тунгуска. На ушћу проток воде износи 10.800 m³ у секунди. У Хабаровску 7.549 m³ у секунди. На реци се често колеба ниво воде; у горњем току ниво воде може да се промени за чак 10 метара. Амур често плави, а највеће поплаве су биле 1897, 1928. и 1956. године. Најнижи ниво воде у реци је крајем зиме. Важнији градови над реком су: Хабаровск, Благовјешченск, Комсомољск на Амуру, Николајевск на Амуру.
Највећа врста риба у Амуру је калуга, која може да достигне дужину и до 5,6 м. У сливу реке налази се велики број великих предаторских риба, као што су северна змијоглава, амурска штука, тајмен, амурски сом, предаторски шаран и Elopichthys bambusa, као и најсевернија популација амурске макано оклопне корњаче и индијски лотос.

## Назив
Руско име Амур долази од тунгуског израза за „реку”. Тунгуски народи су етно-лингвистичка група коју чине говорници тунгуских језика (или манџурско-тунгуских језика). Пореклом су из Сибира и североисточне Азије.
Историјски гледано, било је уобичајено да се река назива једноставно „вода”. Постоје сличне речи за „воду“ или „реку“ у бројним азијским језицима: нпр. 물 мул („вода“) на корејском, мурен или mörön („река“) на монголском и 水 миду > мизу („вода“) на јапанском. Назив „Амур“ је можда еволуирао од коренске речи за воду, заједно са модификатором величине за „Велику воду“.
Њена древна кинеска имена била су Јушуи, Ваншуи и Хејшуи, при чему потоње име значи „црна река“, што је основа модерног кинеског назива Хејлонгђанг или „Река црног змаја“, док је манџурско име Сахалијан Ула, монголска имена „Амар морон“ (ћирилица: Амар мөрөн) потичу од имена „Амар“ што значи одмор, а Khar mörön (ћирилица: Хар мөрөн) са значењем Црна река.

## Историја
Руси су за Амур први пут чули 1636. године. После три године Русија је почела да тражи реку. Први Руси су дошли до Амура 1644. године, када је на захтев Иркутског губернатора одред козака пошао да тражи реку. Лоше организована експедиција је претрпела велике губитке. Само део експедиције, под вођством Појаркова, је дошао до реке Зеја, а потом пловећи њом и до обала Амура. Између 1650. и 1653. године Јерофеј Хабаров је на челу малог одреда стигао чак до до горњег Амура.
На неколико места саградио је утврђења и оставио козаке у њима.
Године 1689. уговором у Нерчињску Амур је ушао у састав Кине. Међутим, године 1860. по Пекиншком споразуму Амур је поново ушао у састав Русије.
Први мост преко реке Амур направљен је код Хабаровска 1916, дуг је 2590 метара (једно време најдужи мост у Евроазији, данас се налази на новчаници за 5000 рубља). Са тим мостом Транссибирска железница је повезала и делове источније, без коришћења трајекта. 1941. испод реке направљен је и железнички тунел. 1975. отворен је комбинован железничко-путнички мост код Комсомолска-на-Амуру у дужини 1400 метара. 1999. додани су посебни железнички и путнички мостови у дужини 3890 метара.

## Екологија
Дана 14. новембра 2005. у једној од кинеских хемијских фабрика, у реку Сунгари која утиче у Амур излила се велика количина отровних материја (нитробензеола, нитробензина и других хемикалија), што је нанело велике штете реци.
- Долина реке Амур је територија на којој обитава познати Амурски тигар (сибирски тигар), заштићена животињска врста.

## Мостови и тунели
Први стални мост преко Амура, Хабаровски мост укупне дужине 2.590 m (8.500 ft), завршен је 1916. године, омогућавајући возовима на Транссибирској железници да прелазе реку током целе године без коришћења трајеката или железничких пруга поврх речног леда. Године 1941, дограђен је и железнички тунел.
Касније су изграђени комбиновани друмски и железнички мост преко Амура код Комсомолска на Амуру (1975; 1400 m) и друмски и железнички Хабаровски мост (1999; 3890 m).
Железнички мост Тонгђанг-Нижњеленинское предложио је 2007. године Валериј Соломонович Гуревич, потпредседник Јеврејске аутономне области у Русији. Железнички мост преко Амура ће повезати Тонгђанг са Нижњеленинскојем, селом у Јеврејској аутономној области. Кинески део моста је завршен у јулу 2016. године. У децембру 2016. почели су радови на руском делу моста. Завршетак структурне везе између две стране моста завршен је у марту 2019. године. Отварање железничког саобраћаја је више пута одлагано, при чему је процена од децембра 2019. била „крај 2020. године“, а затим 3. квартал 2021. године.